# Big Thicket Lake Estates
Big Thicket Lake Estates es un lugar designado por el censo ubicado en el condado de Polk en el estado estadounidense de Texas. En el Censo de 2010 tenía una población de 742 habitantes y una densidad poblacional de 113,55 personas por km².

## Geografía
Big Thicket Lake Estates se encuentra ubicado en las coordenadas 30°29′16″N 94°46′4″O / 30.48778, -94.76778. Según la Oficina del Censo de los Estados Unidos, Big Thicket Lake Estates tiene una superficie total de 6.53 km², de la cual 6.05 km² corresponden a tierra firme y (7.37%) 0.48 km² es agua.

## Demografía
Según el censo de 2010, había 742 personas residiendo en Big Thicket Lake Estates. La densidad de población era de 113,55 hab./km². De los 742 habitantes, Big Thicket Lake Estates estaba compuesto por el 90.97% blancos, el 0.13% eran afroamericanos, el 0.54% eran amerindios, el 0.54% eran asiáticos, el 0% eran isleños del Pacífico, el 4.18% eran de otras razas y el 3.64% pertenecían a dos o más razas. Del total de la población el 7.41% eran hispanos o latinos de cualquier raza.